# La Mer (Tristan L'Hermite)
Pour les articles homonymes, voir La Mer.
La Mer est une ode de Tristan L'Hermite parue à la fin de l'année 1627 ou au début de 1628, dédiée à Gaston d'Orléans dit « Monsieur, frère du roi ». Il s'agit de la première plaquette imprimée du poète, qui signe de son pseudonyme Tristan sans mention de son nom de famille.
Une version corrigée, passant de trente-et-un à vingt-cinq dizains, a été intégrée dans le recueil des Vers héroïques de 1648.

## Présentation

### Contexte
Tristan L'Hermite rentre au service de Gaston d'Orléans, après une période de disgrâce dont la cause reste inconnue, dans le courant de l'année 1627. Ce prince, « qui manqua toute sa vie de caractère, et qui a trahi lâchement tous ceux qui s'étaient compromis pour lui, pouvait, dans sa première jeunesse, faire illusion aux personnes qui l'approchaient ». Tristan l'accompagne dans sa participation au siège de La Rochelle, qui sert de cadre à sa composition. 
Le jeune homme met à profit la relative « oisiveté de l'armée pour écrire une longue ode de trois cent-dix vers », qui commence par une déploration sur la mort du sieur de Maricour, gentilhomme de Picardie et ami de Tristan, tué lors des combats autour de La Rochelle.

### Dédicace
La strophe XXV explicite la dédicace adressée à Gaston d'Orléans :
|  | Divin GASTON, vois ce tableau Et ne m'impute point à blâme Si je te présente de l'eau, À toi qui parais tout de flamme. Nos oracles sont des menteurs Et nos devins des imposteurs, Ou tu joindras à ton domaine Tous les états et les confins Où le dieu des ondes promène Son char tiré par des dauphins. |

### Publications
L'arrivée du Louis XIII entraîne le retour de son frère à Paris dès le mois de novembre. Tristan « s'empresse de livrer son ode à l'impression, et elle est bientôt mise en vente sous ce titre : La Mer, à Monsieur, frère du Roi ». Le poème compte alors trente-et-un dizains. De cette édition « rarissime », un seul exemplaire est conservé à la Bibliothèque nationale de France. 
Dans sa biographie du poète, Napoléon-Maurice Bernardin émet un doute sur l'année de publication, maladroitement imprimée MDCXVII.I, et sur la gratitude du dédicataire : « Monsieur du moins se montra généreux dans une grande et longue maladie dont le poète ne tarda pas à être atteint — sans doute la phtisie qui finit par l'emporter ». Dans les anthologies, la date de publication de La Mer est 1627 ou 1628. Il s'agit de la première plaquette imprimée du poète, qui signe de son pseudonyme Tristan sans mention de son nom de famille.
Le poème est corrigé, et ramené de trente-et-un à vingt-cinq dizains, dans le recueil des Vers héroïques en 1648. Cette version a été longtemps la seule retenue par les éditeurs.

## Analyse
Philippe Martinon relève que Tristan L'Hermite inaugure, avec ce poème, la forme du dizain d'octosyllabes sous la forme abab ccd ede :
| III L'eau qui s'est durant son reflux Insensiblement évadée Aux lieux qu'elle ne couvre plus A laissé la vase ridée. C'est comme un grand champ labouré. Nos soldats, d'un pas assuré, Y marchent sans courir fortune, Et s'avançant bien loin du bord S'en vont jusqu'au lit de Neptune Considérer le Dieu qui dort. | V Le Soleil, à longs traits ardents, Y donne encore de la grâce Et tâche à se mirer dedans Comme il ferait dans une glace. Mais les flots, de vert émaillés, Qui semblent des jaspes taillés, S'entre-dérobent son visage Et, par de petits tremblements, Font voir au lieu de son visage Mille pointes de diamants. | X Mais voici venir le montant. Les ondes demi-courroucées Peu à peu vont empiétant Les bornes qu'elles ont laissées. Les vagues, d'un cours diligent, À longs plis de verre ou d'argent, Se viennent rompre sur la rive Où leur débris fait à tous coups Rejaillir une source vive De perles parmi les cailloux. |

Dès 1960, Amédée Carriat propose un rapprochement avec Le Cimetière marin de Paul Valéry, paru en 1920 : « Ne serait-ce pas Valéry qui parle lorsque la mer fait étinceler mille pointes de diamants ? »
Cette étude détaillée a été réalisée en 1995, dans le cadre des Cahiers Tristan L'Hermite, autour des « possibles parentés entre les vingt-cinq dizains d'octosyllabes qui constituent l'ode de Tristan et le poème de vingt-quatre sizains de décasyllabes que Valéry nomme aussi ode » — mais aussi des contrastes remarquables, puisqu'« il est seulement midi dans le poème de Valéry, et c'est la seule heure qui ne soit pas représentée dans l'ode de Tristan ».

## Postérité

### Éditions nouvelles
En 1895, Napoléon-Maurice Bernardin publie en appendice de sa biographie de Tristan L'Hermite « sept strophes qui ont disparu de l'ode en 1648 ». En 1909, Adolphe van Bever reprend les vingt-cinq strophes de la version de La Mer intégrée dans une sélection de poèmes des Vers héroïques dans la collection « Les plus belles pages » pour le Mercure de France.
En 1925, Pierre Camo intègre La Mer dans sa sélection de poèmes des Vers héroïques. Il s'agit de la première édition du recueil depuis 1648. En 1960, Amédée Carriat retient dix-sept strophes de La Mer dans son Choix de pages de toute l'œuvre en vers et en prose de Tristan : cette ode, l'Églogue maritime et La Maison d'Astrée lui apparaissent comme de « longs poèmes baroques ». En 1962, Philip Wadsworth reprend l'ode complète dans son choix de Poésies de Tristan pour Pierre Seghers.

### Critiques
Les avis sont partagés parmi les critiques littéraires : Jean Tortel estime que les poètes du début du XVIIe siècle sont « maladroits devant les grandes représentations naturelles, même Saint-Amant dans sa Solitude. La Mer, de Tristan, L'Ode sur une Tempête, de Théophile, sont froides ». Napoléon-Maurice Bernardin juge également cette ode « encore assez faible ». Antoine Adam est enthousiaste devant l'« une des plus belles choses que notre lyrisme ait produites à cette époque : chatoyante, toute semée d'images neuves et heureuses, très supérieure à coup sûr aux descriptions trop minutieuses de Saint-Amant ».
Dès 1892, Pierre Quillard redécouvre le poème et s'émerveille de « la passion en lui quand Tristan parle de la mer : il l'a contemplée à toutes les heures du jour, il en a saisi le mystère, la force et la douceur ».

### Édition originale
- Tristan L'Hermite, La Mer : à Monsieur, frère du Roy, Paris, Nicolas Caillemont, mdcxvii.i, 18 p. (lire en ligne)Seul exemplaire connu, conservé à la Bibliothèque nationale de France.

### Éditions modernes

#### Œuvres complètes
- Jean-Pierre Chauveau et al., Tristan L'Hermite, Œuvres complètes (tome II) : Poésie I, Paris, Honoré Champion, coll. « Sources classiques » (no 41), 2002, 576 p. (ISBN 978-2-7453-0606-7)

#### Anthologies
- Pierre Camo (préface et notes), Les Amours et autres poésies choisies, Paris, Garnier Frères, 1925, XXVII-311 p.
- Amédée Carriat (présentation et annotations), Tristan L'Hermite : Choix de pages, Limoges, Éditions Rougerie, 1960, 264 p.
- Adolphe van Bever (notice et appendices), Tristan L'Hermite, Paris, Mercure de France, coll. « Les plus belles pages », 1909, 320 p.
- Philip Wadsworth (présentation et notes), Tristan L'Hermite : Poésies, Paris, Pierre Seghers, 1962, 150 p.

### Ouvrages généraux
- Philippe Martinon, Les Strophes : Étude historique et critique sur les formes de la poésie lyrique en France depuis la Renaissance, Paris, Honoré Champion, 1912, 615 p.
- Collectif et Jean Tortel (éd.), Le préclassicisme français, Paris, Les Cahiers du Sud, 1952, 374 p.
Jean Tortel, Quelques constantes du lyrisme préclassique, p. 123–161
Jean Tortel, Petit memento pour un demi-siècle, p. 232–259

### Biographie
- Napoléon-Maurice Bernardin, Un Précurseur de Racine : Tristan L'Hermite, sieur du Solier (1601-1655), sa famille, sa vie, ses œuvres, Paris, Alphonse Picard, 1895, XI-632 p.

### Articles et analyses
- Cahiers Tristan L'Hermite, Les Fortunes de Tristan, Limoges, Éditions Rougerie (no XVII), 1995, 72 p.
Thérèse Lassalle, De Tristan à Valéry : images de la mer, p. 36–49
- Cahiers Tristan L'Hermite, Thèmes et variations, Limoges, Éditions Rougerie (no XXVIII), 2006, 110 p.
Lionel Philipps, Le Poète et le Prince dans les Vers héroïques : Agonie d'une relation mythique, p. 64–87
- Pierre Quillard, « Les poètes hétéroclites : François Tristan L'Hermitte de Soliers », t. V, Mercure de France, août 1892, 370 p. (lire en ligne), p. 317-333